# إبراهام ميترا
إبراهام ميترا هو سياسي فلبيني، ولد في 1970. نشط حزبياً في بارتيدو ليبرال.